# Шнек

Принцип работы винтового конвейера

Вездеход ШН-1

Шнек (от нем. Schnecke, дословно — «улитка») — стержень со сплошной винтовой поверхностью вдоль продольной оси.
Шнек (или шнековый конвейер, винтовой конвейер) — рабочая деталь механизма, предназначенного для транспортировки груза перемещением вдоль вращающейся винтовой поверхности внутри трубы. Шнек — это транспортирующее устройство для сыпучих, мелкокусковых, пылевидных, порошкообразных материалов.
Прообразом современных винтовых конвейеров стала изобретённая Архимедом в III веке до н. э. водоподъёмная машина, получившая название Архимедов винт.
Шнеки используют на предприятиях по производству строительных материалов, в комбикормовой, мукомольной и химической промышленности для перемещения в горизонтальном, вертикальном и наклонном направлениях сыпучих, мелкокусковых, пылевидных, порошкообразных материалов (как правило на расстояние до 40 м по горизонтали и до 30 м — по вертикали). В машиностроительных цехах применяется для транспортировки сливной стружки от станков.
Нецелесообразно при помощи шнеков перемещать липкие, высокоабразивные, а также сильно уплотняющиеся грузы. К положительным свойствам шнеков относятся несложность технического обслуживания, простота устройства, небольшие габаритные размеры, герметичность, удобство промежуточной разгрузки. Отрицательными качествами шнеков являются значительное истирание и измельчение груза, высокий удельный расход энергии, повышенный износ жёлоба и винта.

## Применение
- Применяется в свёрлах для удаления стружки.
- Используют для подачи или смешения насыпных и жидких компонентов. В зависимости от свойств компонентов частота вращения шнека 50 — 150 об/мин.

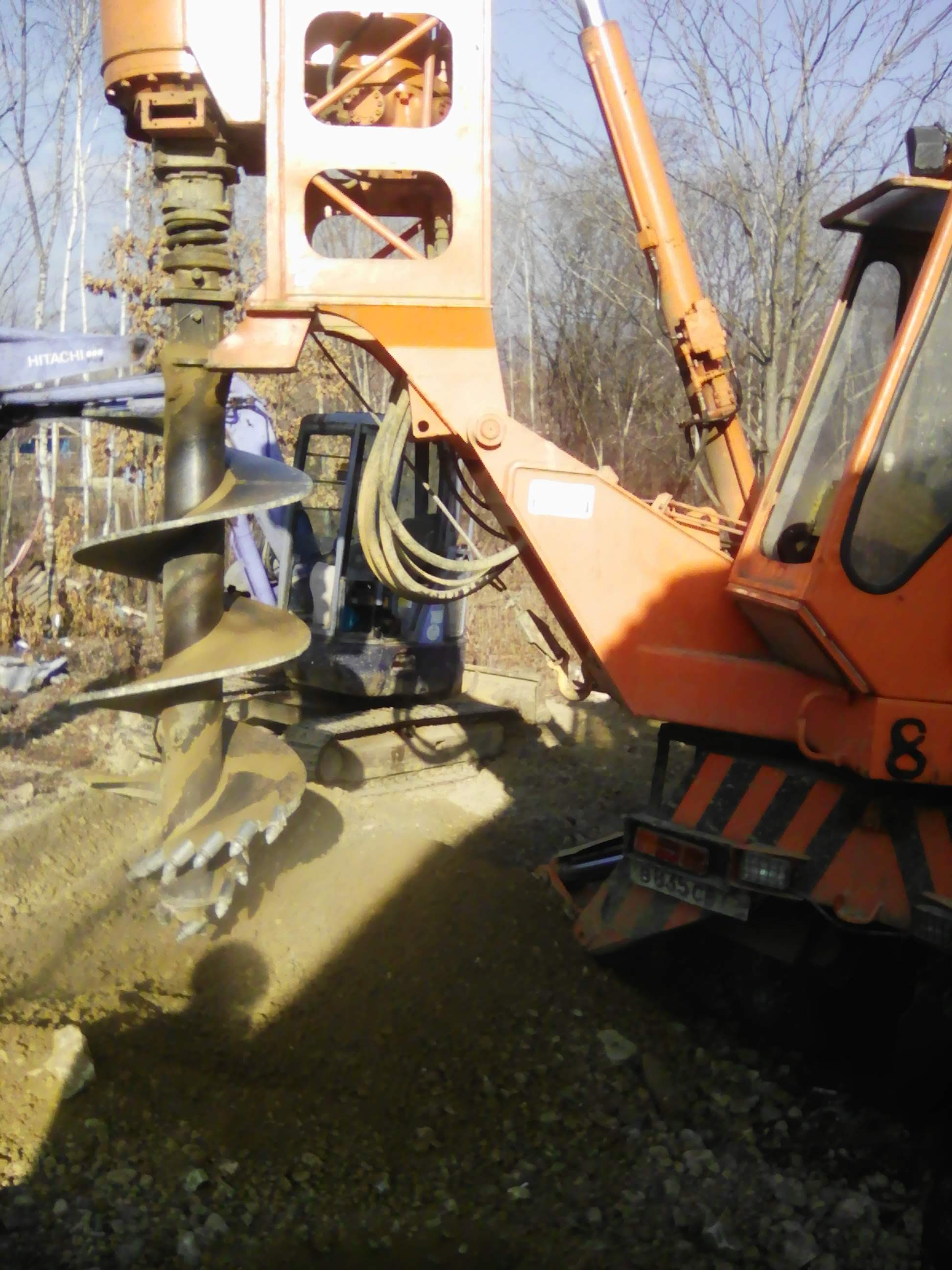
Бур шнековый Б-02401. Бурение шахты колодца в скальном грунте буровой установкой.

- Бур шнековый Б-02401. Бурение шахты колодца в скальном грунте буровой установкой. Иногда используется в качестве движителя наземных машин (такие машины называются шнекоходами). Так, в конце 60-х годов в СКБ ЗИЛа под руководством советского конструктора Виталия Андреевича Грачёва был создан вездеход ШН-1 с двумя продольно расположенными шнеками вместо колёс.
- Применяется в шнековых магазинах стрелкового оружия. Шнековый магазин выполнен в виде длинного цилиндра, имеющего внутри спиральные направляющие для патронов (шнек), обеспечивающие направление патронов к выходному окну. Патроны в магазине расположены параллельно его оси, по спирали, пулями вперед, и подаются отдельно взводимой пружиной. Оружие, использующее шнековый магазин: пистолет-пулемет Calico M960 (США), пистолет-пулемет ПП-19 «Бизон» (Россия), пистолет-пулемет ПП-90М1 (Россия).
- Является основной рабочей частью механизма мясорубок.
- Основной рабочий орган макаронных прессов, прессов для отжима сока, масла, прессов-грануляторов.

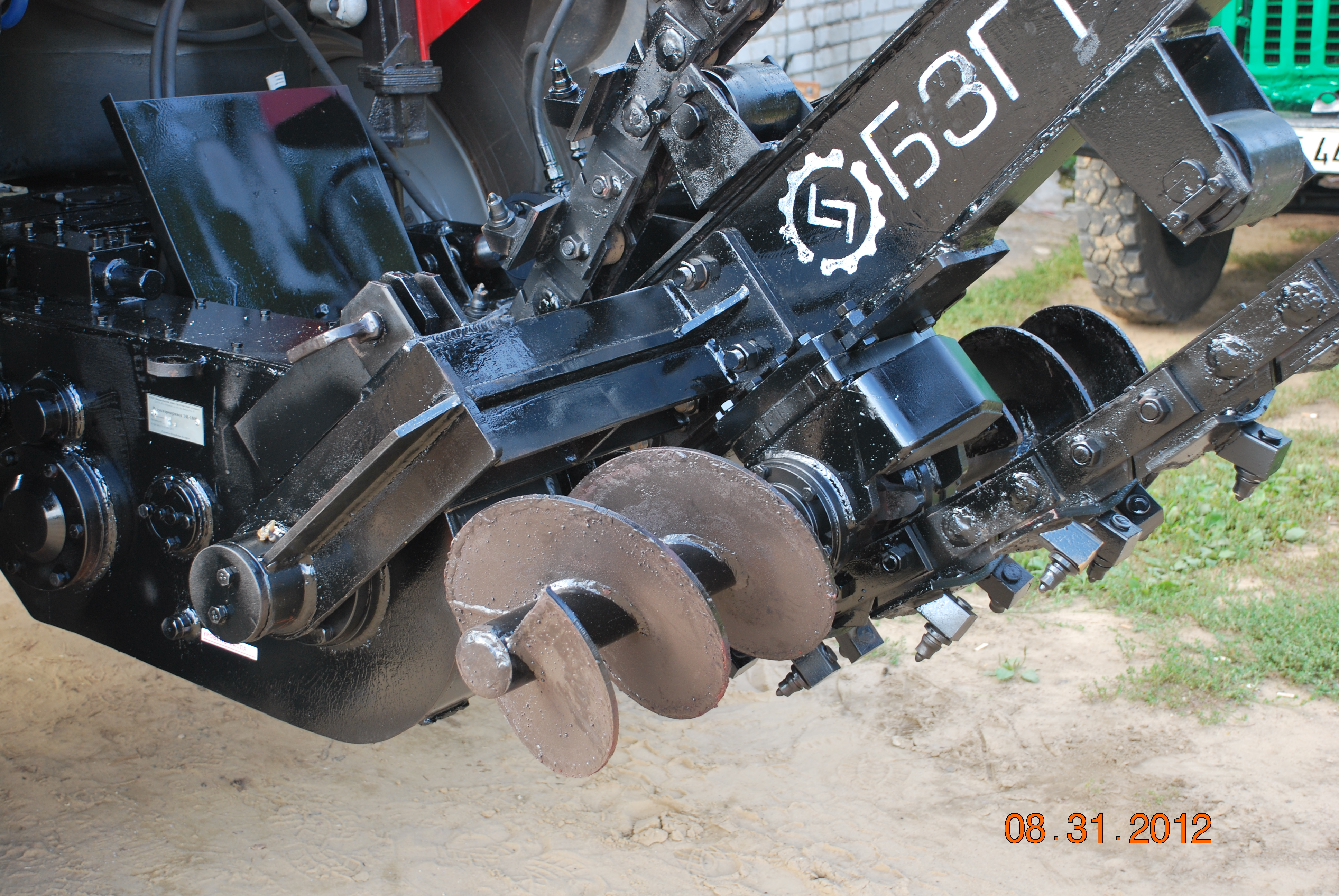
Шнековый транспортер в цепном траншейном экскаваторе ЭЦ-1800

- Шнековый транспортер в цепном траншейном экскаваторе ЭЦ-1800 Наиболее производительный инструмент для бурения скважин глубиной до 50 метров[1]. Основой бурового инструмента для шнекового бурения служат буровые шнеки составляющие колонну с непрерывной спиральной ребордой от долота или коронки на забое до поверхности. В зависимости от разновидности бурения применяют три основных вида шнеков: обычные, в том числе и утяжелённые, магазинные и полые. Наиболее часто применяют обычные буровые шнеки.  Обычные буровые шнеки используются в ручных мотобурах для земли.
- Часть ледового комбайна — машины для подготовки и заливки ледовых катков.
- Часть зерноуборочного комбайна и его жатки. В жатке используется для подачи хлебной массы в наклонную камеру. В комбайне используется для выгрузки зерна.
- Исполнительный орган очистного комбайна — машины для выемки угля и каменной соли в длинных очистных забоях (лавах).
- Используется в термопластавтомате для литья пластмасс, с помощью шнека осуществляется инжекция расплавленного пластика в форму.
- Шнек конической формы иногда применяют для колки дров.[источник не указан 1901 день]
- Используется в цепных экскаваторах для перемещения грунта от края траншеи.

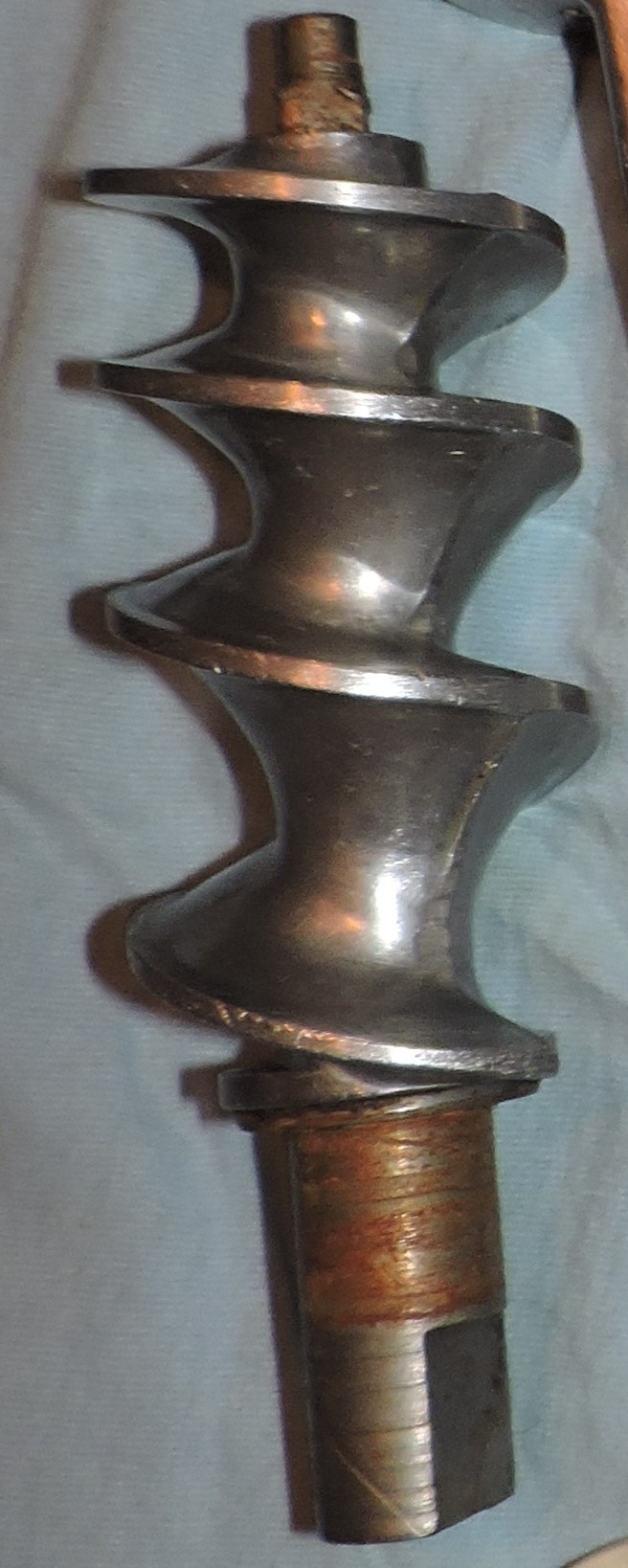
Шнек от мясорубки

- Используется в растворонасосах штукатурной станции и шпаклёвочных агрегатов в качестве главного составляющего для подачи раствора.

## Изготовление
В зависимости от конфигурации, материала, назначения и размеров шнека применяется:
- литьё (под давлением, в землю);
- литьё с последующей токарной обработкой;
- горячая деформация с последующей токарной обработкой;
- холодная гибка;
- навивка;
- сварка из гнутых частей.

## Классификация
Винтовые конвейеры классифицируют:
- по наклону жёлоба (горизонтальные, пологонаклонные, крутонаклонные, вертикальные);
- по направлению спирали;
- по переменности шага и диаметра винта;
- по конструктивному исполнению винта (сплошные, лопастные, ленточные, фасонные).

Форма винта выбирается в зависимости от вида транспортируемого груза.

## Горизонтальный шнек

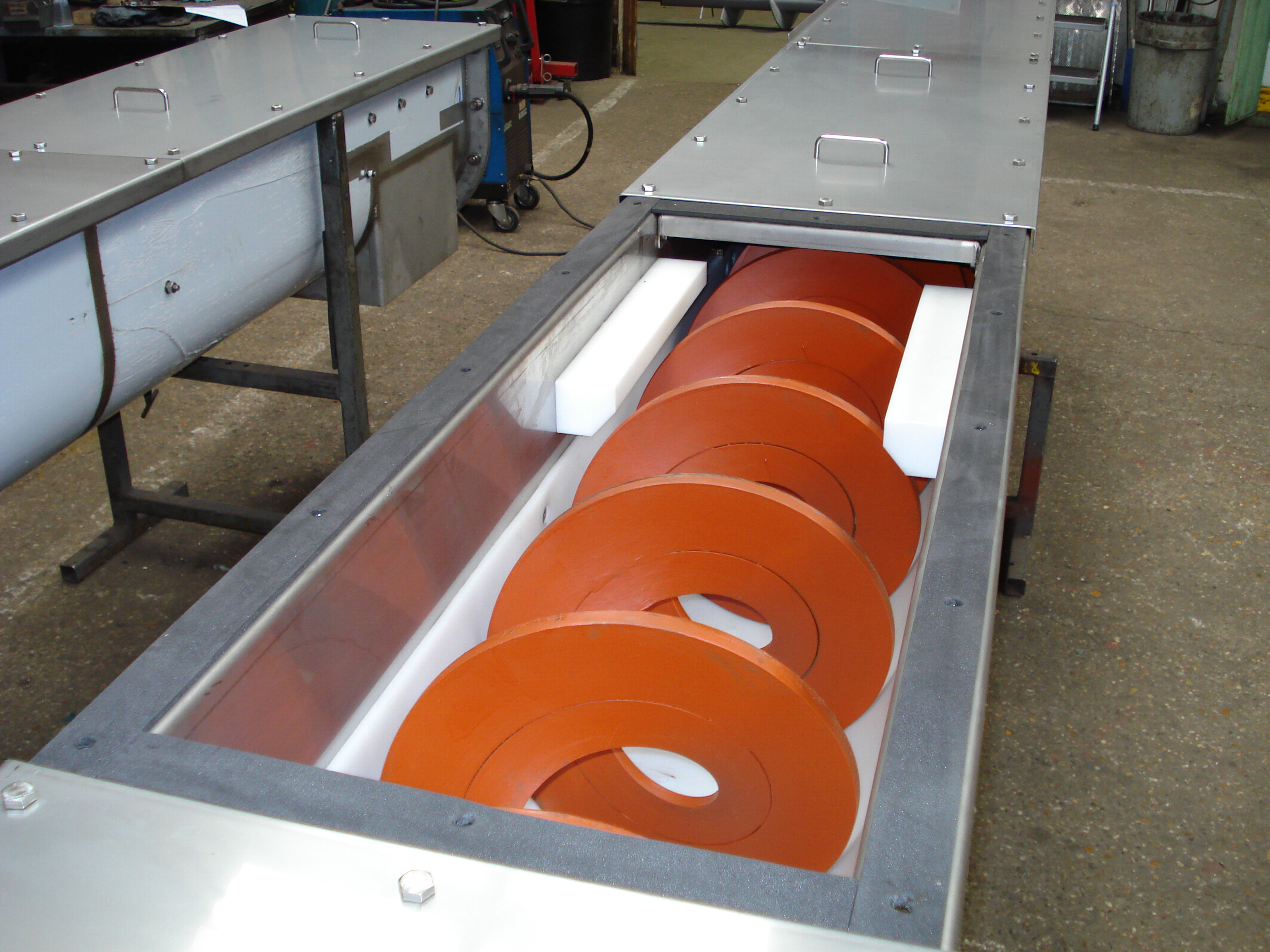
Ленточный винтовой конвейер

Данный вид конвейера состоит из привода (редуктор и электродвигатель), вращающего винт (рабочий орган машины), приводного вала с укрепленными на нём витками транспортирующего винта, жёлоба с полуцилиндрическим днищем, загрузочного и разгрузочного устройства. Через отверстия в крышке жёлоба подается насыпной груз и скользит вдоль жёлоба при вращении винта. Совместному вращению груза с винтом препятствует сила тяжести груза и трение его о жёлоб. Через отверстия в днище, снабженные затворами осуществляется разгрузка жёлоба. Винт шнека выполняют одно, двух или трехзаходным, с правым или левым направлением спирали. Поверхность винта шнека бывает лопастной, фасонной, ленточной, сплошной (применяют при перемещении порошкового насыпного, сухого мелкозернистого груза, не склонного к слеживанию). При перемещении слеживающихся грузов применяют винты шнека с лопастной, фасонной, ленточной поверхностью.
Вал винта шнека состоит из отдельных секций и может быть трубчатым (скрепляются между собой с помощью вставляемых по концам коротких соединительных валиков, имеют меньшую массу) или сплошным. Вал винта шнека лежит в концевых (укрепляют в торцовых стенках жёлоба) и промежуточных (подвешиваются сверху на укрепленных на жёлобе поперечных планках) подшипниках. Один из концевых подшипников делают упорным и устанавливают со стороны начала движения груза. Промежуточные подшипники имеют малые диаметр и длину, а также надежное уплотнение во избежание загрязнения частицами груза.

### Питатель шнековый
По сути питателем является двигатель, муфта и редуктор, который вводится в зацепление с рабочим органом непосредственно через зубчатую передачу.

## Вертикальный шнек
Данный вид шнеков состоит из короткого горизонтального винта-питателя, вращающегося в цилиндрическом кожухе (трубе) и подвешенного на упорном подшипнике вала со сплошными винтовыми витками, также вращающегося в трубе, и одного или двух раздельных приводов для обоих винтов. Через патрубок вверху кожуха осуществляется разгрузка шнека. Груз подается в нижний участок вертикального винта шнека, и делают его либо с уменьшенным шагом, либо переменного, уменьшающегося кверху диаметра. Вертикальные шнеки используют для подъёма груза на высоту до 15 м, а при перемещении зернистых, порошкообразных, и мелкозернистых материалов при ограниченной производительности — не больше 30 м. Вертикальные шнеки применяют в качестве установок для бурения скважин.
Вертикальные шнеки энергоёмки, а также имеют небольшие габаритные размеры, удобство разгрузки в любую сторону.